# Miquel Antoni Vilardebò
Miquel Antoni Vilardebò (Barcelona, 1773 - Montevideo, 1844) fou un important comerciant de Montevideo de finals del segle xviii i començament del xix, amb activa participació en el progrés de la seva ciutat i en les accions de defensa contra les invasions britàniques del Riu de la Plata.

## Biografia
Miquel Antoni Vilardebò va néixer a Barcelona, Catalunya, l'any 1773. De professió marí, entre 1788 i 1790, molt jove encara, es va radicar a la ciutat de Montevideo amb el seu pare, propietari de vaixells mercants i proveïdor d'aquesta plaça.
El 1804 es van tenir notícies de la presència d'una forta esquadra anglesa en aigües del Brasil i es va suposar que l'objectiu primari era Montevideo. En aquesta ocasió, Vilardebò va oferir la seva casa per aquarterar fins a un total de 200 homes de cavalleria en previsió de l'atac que finalment no es va produir.
Aquest any es va introduir la vacuna a Montevideo, però com que el Cabildo no tenia els recursos necessaris per fer extensiu el seu ús a la campanya, Vilardebò va finançar una de les expedicions previstes.
En produir-se finalment les invasions angleses, el 1806 va proposar al governador de la plaça Ruiz Huidobro obrir un emprèstit que el mateix encapçalaria amb la suma de 3000 pesos, sense compromís de devolució. Amb dos amics, en pocs dies va aconseguir recaptar 250.000 pesos. Algunes fonts asseveren que la contribució final de Vilardebò va arribar als 30.000 pesos.

### Tasca militar

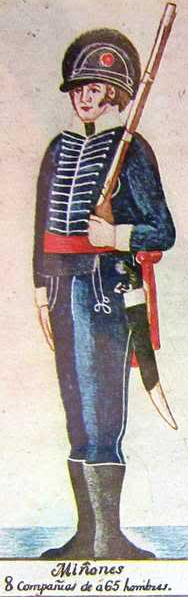
Uniforme d'oficial de la Companyia de Minyons Catalans.

Així mateix, va donar cables nous per als aparells de l'esquadrilla de la Reial Armada i va donar suport a la formació de la Companyia de Minyons Catalans costejant els seus uniformes i va proveir muntures per al cos expedicionari que als ordes de Santiago de Liniers contribuiria a la reconquesta de Buenos Aires.
Després de la reconquesta, Montevideo va romandre bloquejada per l'esquadra anglesa, per la qual cosa Vilardebò va marxar voluntàriament a l'Alt Perú per obtenir ajuda. Sense necessitat d'arribar a aquesta destinació, a Còrdova va obtenir 300.000 pesos i va tornar a Montevideo burlant el bloqueig enemic. Per aquesta raó, el Cabildo de la seva ciutat va votar un reconeixement de 3000 pesos que Vilardebò es va negar a acceptar.
El 1808 va integrar la Junta de Montevideo, la qual sota la presidència de Francisco Javier de Elío va negar obediència al virrei Santiago de Liniers.
Després de la Revolució de Maig, va fugir a Rio de Janeiro amb la seva família en iniciar-se el setge de Montevideo. Va tornar després a la ciutat el 20 de juny de 1814, va ser elegit pel governador Gaspar de Vigodet al costat de Juan de Vargas, José Gestal i José de Acevedo per convenir amb el nou comandant de les forces assetjadores Carlos María de Alvear les condicions de l'armistici.
Va ser capità de milícies i regidor del Cabildo en diverses oportunitats. Va sumar a la condecoració de la seva nació l'Orde de Crist de Portugal. Va ser també germà major de la Germandat de la Caritat, i va presidir la primera Junta Governativa de la Germandat en la seva segona època, instaurada el 8 d'octubre de 1821.

### Mort
Va morir el 1844. S'havia casat amb Martina Matuliche y Salas, originària de Montevideo, amb qui va tenir sis fills, entre ells el destacat metge Teodoro Miguel Vilardebò (1803-1856).